# Jiří Sobotka (fotbalista)
Jiří Sobotka (6. června 1911, Praha – 20. května 1994, Intragna) byl český fotbalista, československý reprezentant, držitel stříbrné medaile z mistrovství světa 1934 v Itálii. Členem prestižního Klubu ligových kanonýrů se stal po změně pravidel klubu v listopadu 2016. Byl vnukem hudebního skladatele Antonína Dvořáka.

## Klubová kariéra
Hrál zpravidla jako střední útočník, inteligentní, dirigent spoluhráčů, vynikající technik. V letech 1931–1939 a roku 1942 hrál za Slavii Praha a získal s ní čtyři mistrovské tituly (1933, 1934, 1935, 1937). V letech 1939–1941 hrál v chorvatském klubu Hajduk Split. Sezóny 1943–1946 strávil v SK Baťa Zlín, načež odešel do Švýcarska, do klubu FC La Chaux-de-Fonds.

## Reprezentační kariéra
V československé reprezentaci odehrál v období let 1934 až 1937 celkem 23 zápasů a vstřelil 8 gólů. Dostal se do týmu, který vybojoval na MS 1934 v Itálii stříbrné medaile.

## Trenérská a manažerská kariéra
Již na sklonku hráčské kariéry byl hrajícím trenérem mnoha špičkových zahraničních mužstev a také se začal věnovat manažerské činnosti, největších úspěchů dosáhl během svého působení u týmu Chaux-de-Fonds, se kterým vyhrál 5 švýcarských pohárů a 2 mistrovství, a FC Basel 1893.